# Maghera (comté de Londonderry)
Pour les articles homonymes, voir Maghera.
Maghera est une ville située dans le comté de Londonderry en Irlande du Nord.
Sa population était de 4 220 habitants en 2011.